# ブレダSAFAT機関銃
ブレダ SAFAT（Breda-SAFAT）機関銃は、1930年代-1940年代にかけてイタリア空軍で使用された航空機関銃である。

## 概要
ブレダ SAFAT機関銃は、第二次世界大戦中のイタリアの航空機で使用された機関銃のシリーズ。7.7 mmと12.7 mmのバリエーションがある。
これらの兵器は、古い航空機と比較して、より高性能でより良い装甲板を持つ航空機の新世代に直面し、より良い機関銃を保有する願望から誕生した。

## 開発
フィアット（FIAT、Fabbrica Italiana Automobile Torino、トリノのイタリア自動車製造所）社は、ヨーロッパ最大の自動車産業の1つであり、第一次世界大戦では、主にレベッリの設計による、地上用及び航空用の機関銃を製造・供給した。
第一次世界大戦後の1926年、フィアット社は、機関銃に特化した子会社を設立し、それは、S.A.F.A.T（サファト、「Società Anonima-Fabbricazione Armi Torino、トリノの銃器製造匿名組合」の略称）の名で知られていた。
1920年代後半、時代遅れのフィアット社製機関銃の限界を感じていたイタリア王立空軍は、1929年に新型航空機関銃の開発を開始した。
ブレダ社によって開発されたブレダ機関銃は、イタリアの切迫した事情に合わせて、米国のブローニング機関銃を基に設計された。実包規格は、ブローニングM1919重機関銃の7.62x63 mmから7.7x56 mmR（.303ブリティッシュ弾）に、ブローニングM2重機関銃の12.7x99 mmから12.7x81 mmSR（.50ビッカース弾）に変更された。しかし、後者は銃の威力を特に弱め、より高発射速度でより軽量の機関銃を開発するという目標は失敗した。
それまでは、どのような場合でも最終的には、強力な企業グループであるフィアット社からのプロジェクトで合意されていた。フィアット社は子会社のSAFAT社によって設計された新しい兵器を提案した。しかし、ブレダ-ブローニング機関銃の方が優れていると判明し（最も重いブレダ-ブローニング機関銃でもフィアット-SAFATより5 kgも軽かった）、それらの設計を販売するフィアット社による試みにもかかわらず、空軍はブレダ社を契約相手に選択した。
フィアット社はまだ諦めておらず、ブレダ社を標的とした訴訟に着手した。しかし、フィアット社は敗訴し、そして、法廷はまた、トライアル費用を支払うようフィアット社に命令した。
この失敗の後に、フィアット創業者のジョヴァンニ・アニェッリ（Giovanni Agnelli）は、SAFAT社をブレダ社に売却して、次の20年間、小火器産業から去ることを決めた。
こうして、機関銃におけるフィアット社の支配は終わり、その時はブレシアのほんの小さな工場に過ぎなかったブレダ社の躍進が始まった。

## 弾薬
ブレダ SAFAT機関銃の7.7 mm型はブローニングM1919重機関銃と似ており、.303ブリティッシュ弾のいくつかの種類を使用できた。12.7 mm型は0.8 gのPETNを充填した焼夷曳光高性能榴弾（HEIT, High-Explosive-Incendiary-Tracer）と、徹甲弾（AP, Armor-Piercing）を発射することができた。
ブレダ SAFAT機関銃の12.7 mm型の弾薬は、12.7x99 mm弾や12.7x108 mm弾ではなく、12.7x81 mmSR弾だったので、砲口初速は他の50口径よりも低かった。マズルエナジーは、他の実包が16,000-17,000 Jなのに対して、ブレダ SAFATは10,000 Jしかなかった。ブレダ SAFATは、高い信頼性があったが、それらは第二次世界大戦時の航空機に搭載された全機関銃の中で最も悪い発射速度/重量比だった。比較すると、日本のホ103はブレダ SAFATと同じ12.7x81 mmSRだったが、銃本体は6-7 kg軽く、36.5 g（曳光弾）の投射体を毎分800-900 発で発射した。ホ103の発射速度は、少なくともブレダ SAFATより20 %は高かったが、まだ信頼ができた。イソッタ-フラスキーニ・スコッティがブレダ SAFATの性能の改良を試みたが、それはまだ低発射速度で、信頼できなかった。
高性能榴弾の有用性にもかかわらず、一般にイタリア人パイロットはわずか0.8 gの炸薬の弱い破壊力よりも、徹甲弾や焼夷弾を好んだ。他国が12.7-13.2 mm口径の高性能榴弾を採用しなかったというのは、真実ではない。ほとんど全ての国がそうしたが、彼らは「このクラスの高性能榴弾はあまりにも弱いので金属構造へ小さなダメージしか与えられないし、コストを正当化できない」と評価した。その上、それらは装甲板に対して有効ではなかった。高性能榴弾は20 mm以上の口径だけが一般的だった。イギリス人専門家は、より小口径の高性能榴弾を「馬鹿げている」と言った。そして、米国はいくつかの12.7 mm高性能榴弾のシリーズをテストしただけだった。
よって、イタリアは、軽量・高発射速度・高砲口速度・適切な発射体重量・高信頼性を持つ決定的な品質の機関銃を欠いていた。ソ連、ドイツ、米国、日本にはそれぞれ、UB、MG 131、M2、ホ103があった。大戦後期にイタリアの航空機は、連合国戦闘機と同等の火力を得るために、ドイツのMG 151 機関砲を採用し始めた。そのため、MC.205・G.55・Re.2005などの航空機は、カウルに取り付けられた2丁のブレダ SAFAT機関銃に加えて、最大3丁のMG 151を持っていた。また、第二次大戦時のイタリアの航空機の最後の世代はMG 151だけで武装していた。
ブレダ SAFAT機関銃は1935年の設計時点では標準的な性能だったが、1940年の基準では明らかに低性能だった。1941年に、CR.42、G.50、MC.200、MC.202、Re.2000は、まだ2丁のブレダ SAFAT 12.7 mm機関銃しか持っておらず、時々、翼に2丁のブレダ SAFAT 7.7 mm機関銃を取り付けた。これは、1935年当時のCR.32のものと等しい、実に貧弱な武装だった。にもかかわらず、何千丁ものブレダ SAFAT機関銃が1930年代と1940年代に組み立てられ、その期間のほとんど全てのイタリアの戦闘機と爆撃機に装備された。それらを装備していた全ての航空機が段階的に廃止されても、それらの高信頼の兵器の多くが、一部は対空機関銃に改修されて、予備兵器として1970年代まで運用中のまま残されていた。イタリアの航空機で使用された最後の重機関銃はG.91RのブローニングM3だった。

## ブレダ SAFAT 12.7 mm機関銃とホ103
日本陸軍のホ103は、米国のブローニング AN/M2（MG53-2）機関銃のコピーだが、弾薬は輸入したブレダ SAFAT 12.7 mm機関銃の12.7x81 mmSR弾規格を採用した。そのため、ホ103とブレダ SAFATは弾薬の互換性があった。ホ103の弾薬が不足した際にはイタリアからブレダ SAFATの弾薬を輸入したこともあった。ホ103に「マ弾」と呼ばれる榴弾が存在するのも、原型のブレダ SAFATの弾薬に由来する。
日本陸軍は1938年にBR.20を輸入しイ式重爆撃機として採用したが、それに装備されていたブレダ SAFAT 12.7 mm機関銃の弾薬が国産化されており、その既存の弾薬をホ103に流用したとする説もある。

## 搭載機
戦闘機
- Ba.27[1]
- CR.30
- CR.32
- CR.42
- G.50
- G.55
- Re.2000
- Re.2001
- Re.2002
- Re.2003
- Re.2005
- M.C.200
- M.C.202
- M.C.205

爆撃機・攻撃機
- Ba.88
- BR.20
- CR.25